# Polyposis

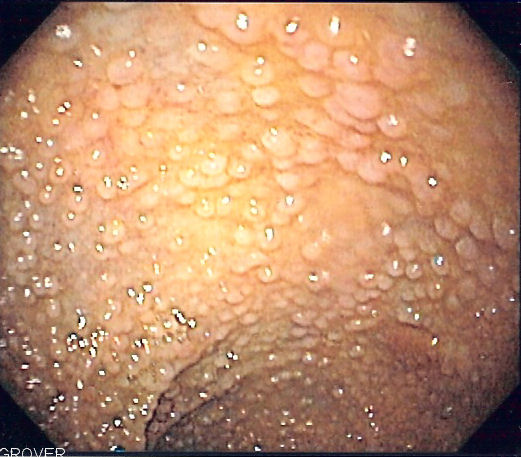
Familiäre adenomatöse Polyposis

Die Polyposis (von altgriechisch πολύς polýs, deutsch ‚viel‘, altgriechisch πούς, ποδός pous, podós, deutsch ‚Fuß‘ und altgriechisch -ώσις -ósis, deutsch ‚-heit, -keit‘, zusammen altgriechisch πολυπῶσις polypósis, deutsch ‚Auftreten vieler Polypen‘) ist der medizinische Fachbegriff für das Auftreten zahlreicher Polypen in einem Hohlorgan.

## Einteilung
Zu unterscheiden sind folgende Hauptformen einer Polypose:
- Familiäre adenomatöse Polyposis (FAP), sehr viele Polypen im Dickdarm, Entartungsrisiko sehr hoch
- Polyposis intestinalis, multiple Polypen im Magen-Darm-Trakt[4] Symptome wie Blutungen, Durchfall oder Verstopfungen (Obstipationen), aber auch Unterleibsschmerzen oder Koliken können auf das Vorliegen einer Polyposis gastrointestinalis hinweisen.
- Polyposis nasi, Nasenpolypen. Schleimhautwucherungen in den Nasennebenhöhlen, die deren Ausführungsgänge in die Nase verlegen können, werden als Polyposis nasi et sinuum bezeichnet. Dabei sind hier echte Polypen als Geschwülste gemeint und nicht die fachlich gesehen fälschlich in der Umgangssprache „Polypen“ genannten Adenoiden Vegetationen.

Treten die Polypen in der Gebärmutter auf, spricht man von Polyposis uteri. Auch sie kann Ursache für eine Blutung aus der Gebärmutter sein.

## Im Rahmen von Syndromen
Syndrome mit Polypose als wesentliches Merkmal können wie folgt eingeteilt werden:
- Erbliche Formen mit überwiegend adenomatösen Polypen (Adenome)
  - klassische Familiäre adenomatöse Polyposis (FAP)
  - attenuierte FAP
  - MUTYH-assoziierte Polyposis (MAP)
  - Gardner-Syndrom
  - Polymerase-Proofreading-assoziierte Polyposis (PPAP) – eine neu entdeckte Form der Polyposis
  - NTHL1-assoziierte Polyposis (NAP)
  - Turcot-Syndrom
  - AXIN2-abhängige adenomatöse attenuierte familiäre Polyposis[6] (Polyposis coli, AXIN2-abhängige attenuierte, familiäre)
  - NTHL1-abhängige adenomatöse attenuierte familiäre Polyposis[7]
- Erbliche Formen mit überwiegend hamartomatösen Polypen (Hamartome)
  - Peutz-Jeghers-Syndrom
  - Juveniles Polyposis-Syndrom (JPS; Familiäre juvenile Polyposis)
  - Polyposis-Syndrom, juveniles, frühkindliche Form[8], sehr selten, schwerste Form einer JPS
  - Cowden-Syndrom
  - Ruvalcaba-Myhre-Smith-Syndrom
- Serratiertes Polyposissyndrom[9]
  - Hyperplastisches Polyposis-Syndrom (HPS)
- Gemischte Polyposis
  - Hereditär gemischtes Polyposis-Syndrom (HMPS)[10]
- nicht erbliche Formen
  - Cronkhite-Canada-Syndrom (Polyposis – Hyperpigmentierung – Alopezie – Anomalien der Fingernägel)
- Gastrisches Adenokarzinom und proximale Polyposis des Magens[11]

## Diagnostik
Durch endoskopische Untersuchungen, verbunden mit der Entnahme von Gewebeproben (Biopsien), lässt sich eine Polyposis diagnostizieren und von Darmkarzinomen, Darmgeschwüren oder einer Divertikulitis abgrenzen. Röntgenkontrastdarstellungen durch Einnahme eines Röntgenkontrastmittels spielen heute eine untergeordnete Rolle.